# 부산철도차량정비단
부산철도차량정비단(釜山鐵道車輛整備團)은 한국철도공사에서 운영하는 철도차량정비단으로 약칭은 부산단이다. 부산단을 비롯한 전국의 4개 철도차량정비단은 한국철도공사 기술본부 차량안전기술단 직속이다.
부산광역시 부산진구 당감동에 위치한 고속차량운영처(고속단), 부산광역시 부산진구 범천동에 위치한 일반차량중정비처(일반단)로 구성된다. 
고속차량운영처는 KTX, KTX-산천, SRT의 경정비를, 일반차량중정비처는 디젤기관차의 경·중정비를 담당하고 있다.  
또한 일반단에서는 폐차된 철도 차량을 매각 이전까지 유치하고 있다. 
일반차량중정비처(일반단)의 부산신항역 인근으로의 이전이 예정되어 있으나 사업이 장기간 지체되고 있다. 

## 연혁
- 1904년 2월 1일: 경부철도 초량기계공장 설립
- 1949년 12월: 부산공작창(釜山工作廠)으로 개칭
- 1984년 2월: 부산철도차량정비창(釜山鐵道車輛整備廠)으로 개칭
- 1996년 3월: 부산철도차량정비본부(釜山鐵道車輛整備本部)로 개칭
- 2000년 1월: 부산철도차량정비창(釜山鐵道車輛整備廠)으로 개칭
- 2001년 10월: 신청사 완공, 이전
- 2003년 11월: 부산고속철도차량정비창(釜山高速鐵道車輛整備廠) 설립
- 2004년 3월: 부산고속철도차량관리단(釜山高速鐵道車輛管理團) 및 부산철도차량관리단(釜山鐵道車輛管理團)으로 개칭
- 2006년 7월: 부산고속철도차량관리단(釜山高速鐵道車輛管理團)과 부산철도차량관리단(釜山鐵道車輛管理團) 통합
- 2009년 9월: 부산철도차량정비단(釜山鐵道車輛整備團)으로 개칭
- 2017년 2월 20일: 부산차량융합기술단(釜山車輛融合技術團)으로 개칭[1]
- 2018년 3월 5일: 부산철도차량정비단으로 환원[2]

## 업무
- KTX, KTX-산천, SRT 경정비
- 디젤기관차 경정비 및 중정비
- 철도 차량 보존
  - 2001호 디젤 기관차: 대한민국 최초의 디젤 기관차이다. 2008년 10월부터 일반에 비공개로 보존을 시작하였으며, 2015년부터 야외 전시를 개시하였다. 등록문화재 제416호로 지정되어 있다.
  - 7001호 디젤 기관차: 대한민국 최초의 유선형 디젤 기관차이다. 2012년 1월 31일 한국철도공사 선정 철도기념물로 지정되어 구내에 보존 중이다.
  - 7301호 디젤 기관차: 대한민국 최초의 GT26CW-2 모델 디젤 기관차이다. 2013년 9월 5일 한국철도공사 선정 철도기념물로 지정되어 구내에 보존 중이다.

## 같이 보기
- 대전철도차량정비단
- 수도권철도차량정비단
- 호남철도차량정비단
- 부산행: 영화의 후반부 장면을 이곳에서 촬영함.